# Ступінь ризику
«Ступінь ризику» (рос. «Степень риска») — російський радянський художній фільм, знятий режисером Іллею Авербахом за мотивами повісті кардіохірурга Миколи Амосова «Думки і серце» на кіностудії «Ленфільм» в 1968 році. Прем'єра фільму відбулася 10 лютого 1969 року.

## Зміст
Нелегко бути кардіохірургом. Постійно доводиться ухвалювати рішення, від яких безпосередньо залежить життя людей. Новий пацієнт доктора Сєдова – видатний математик. Тепер доведеться ухвалювати нелегке рішення про проведення важкої операції. Будні лікарів показані дуже точно і всі проблеми та переживання самовідданих працівників медицини висвітлені в цьому напруженому фільмі.

## Ролі
- Борис Ліванов — Сєдов
- Інокентій Смоктуновський — Саша
- Алла Демидова — Женя
- Іван Дмитрієв — академік
- Юрій Гребенщиков — Олег Петрович
- Леонід Неведомський — Петро Євгенович
- Віктор Іллічов — студент
- Людмила Ариніна — Марія Олександрівна
- Алла Балтер — Алла
- Юрій Соловйов — Діма
- Лариса Буркова — мати хворої дівчинки
- Анатолій Єгоров — студент
- В'ячеслав Васильєв — Филінов

## Знімальна група
- Автор сценарію і режисер-постановник: Ілля Авербах
- Оператор: Володимир Ковзель
- Художник: Василь Зачиняєв

У фільмі звучить музика Сезара Франка.

## Нагороди
- Великий приз Міжнародного кінофестивалю в Варні, присвяченого діяльності Червоного Хреста і охорони здоров'я, 1969 (Ілля Авербах і Борис Ліванов)